# The Black Keys
The Black Keys sind ein 2001 gegründetes US-amerikanisches Bluesrock-Duo und mehrfache Grammy-Preisträger.

## Geschichte
The Black Keys bestehen aus dem Sänger und Gitarristen Dan Auerbach (* 14. Mai 1979 in Akron, Ohio) und dem Schlagzeuger Patrick Carney (* 15. April 1980 in Akron, Ohio). Die Band wurde 2001 in Akron, Ohio, gegründet. Der Name stammt von einem Freund der Band, der Personen, die ihm nicht gefielen oder von denen er meinte, man könne ihnen nicht trauen, als „Black Keys“ bezeichnete. Eine Konnotation des Namens „Black Keys“ besteht in der englischen Bezeichnung für die schwarzen Tasten des Klaviers. Die Black Keys werden oft mit den White Stripes verglichen, da diese in ähnlicher Weise ein Duo waren, das LoFi-Musik machte und kurze Zeit vor den Black Keys seinen Durchbruch feierte.
Bei den Aufnahmen wird auf große Aufnahmetechnik verzichtet. Bisher wurden große Studios gemieden. Aufnahme, Produktion und Mix wurden von den beiden Musikern selbst übernommen. Zum Beispiel wurde ihr zweites Album Thickfreakness innerhalb von 14 Stunden im Keller von Carneys Haus auf einem Tascam 388 8-Trackrecorder aus den 1980er Jahren eingespielt. Die Black Keys haben daher einen ausgesprochen derben und ruppigen Sound. Regelmäßig finden sich auch Hintergrundgeräusche auf ihren Platten wieder. Das Duo bekennt sich ostentativ zu dieser schlichten Produktionstechnik. So sind im Beiheft der CD Magic Potion Fotos ihres Übungsraumes, einer Waschküche, abgebildet.

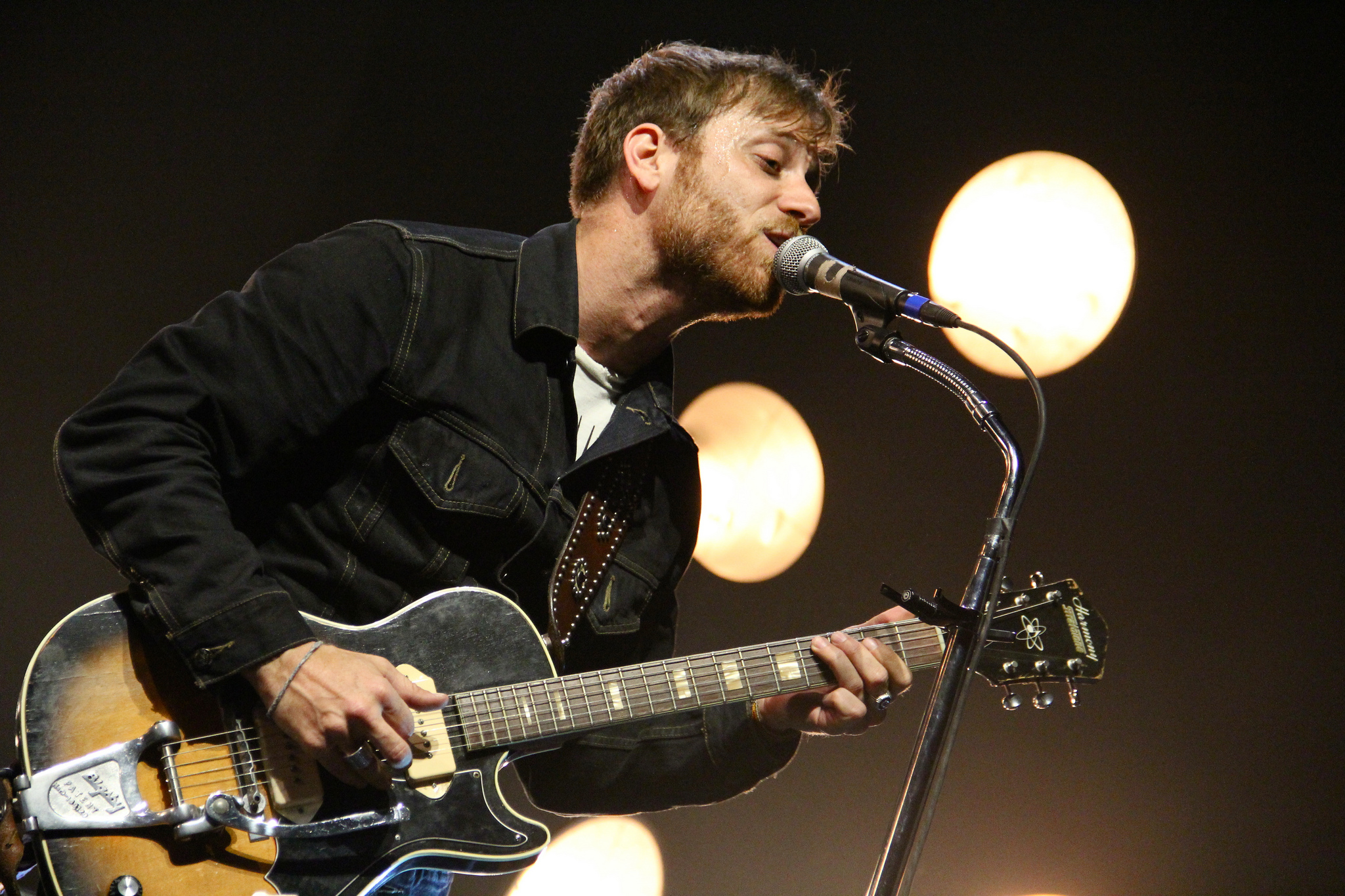
Gitarrist und Sänger Dan Auerbach, hier in Tulsa (2012)

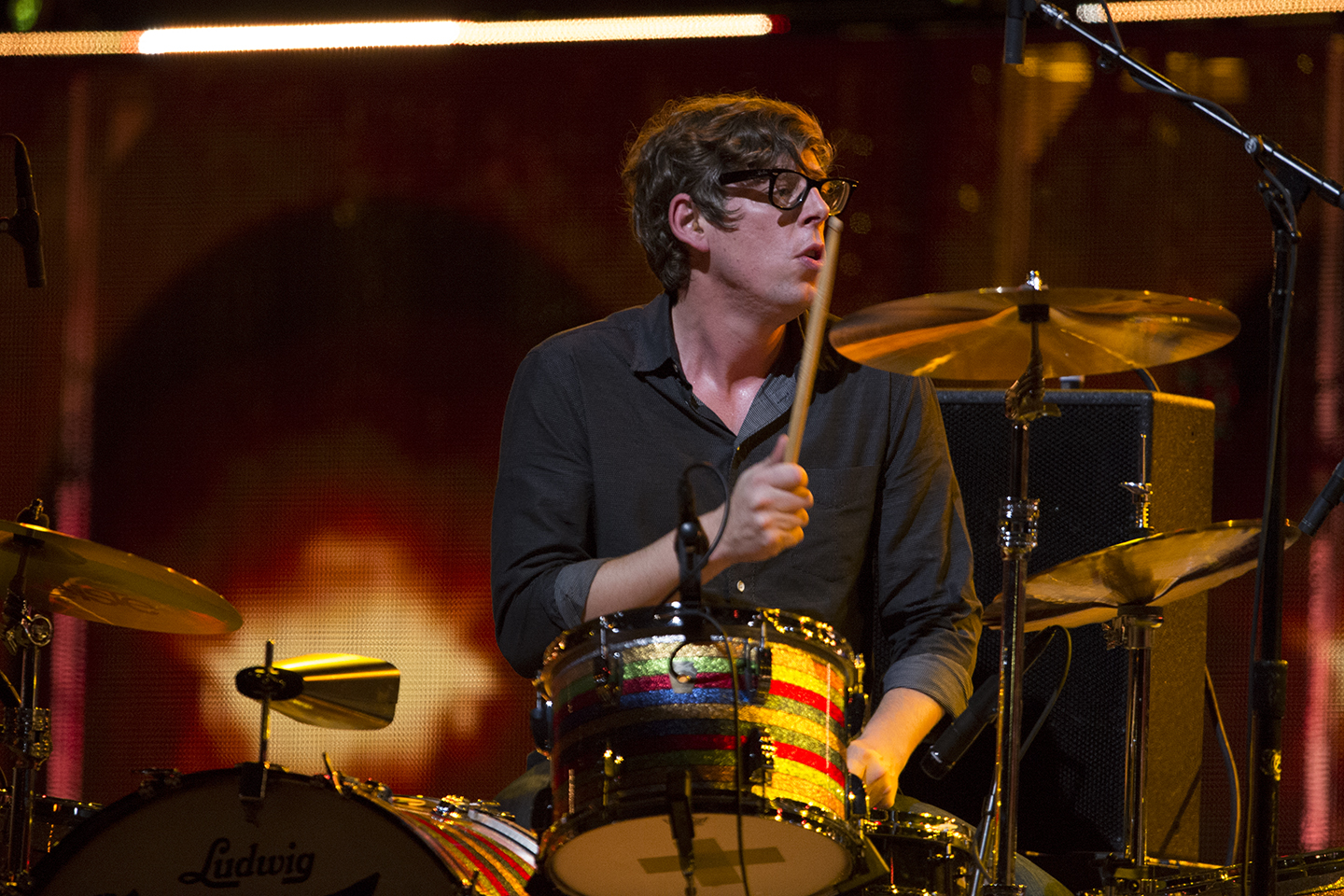
Schlagzeuger Patrick Carney, hier in Washington D.C. (2014)

Die Band wird regelmäßig von der Kritik für ihr Werk gelobt; unter anderem auch für ihr Album Brothers aus dem Jahre 2010. Es erreichte u. a. Platz 3 der Billboard Charts. Bei den Grammy Awards 2011 wurde es als Best Alternative Music Album des Jahres sowie als Bestes Aufnahme-Paket ausgezeichnet. Einen dritten Grammy gewannen sie mit dem Song Tighten Up für die Beste Rock-Performance mit Gesang einer Gruppe. Insgesamt waren sie fünf Mal nominiert. Am 6. Dezember 2011 wurde das Album El Camino veröffentlicht. Die erste Singleauskopplung war Lonely Boy. Das Album stieg sofort auf Platz 2 der US-Charts ein. „Music to cook crystal meth by“, lobte der Der Spiegel dieses Album. Die Black Keys hatten den Durchbruch geschafft; ihre Show im Madison Square Garden in New York City war innerhalb von 15 Minuten ausverkauft. Das nächste Album Turn Blue erschien im Mai 2014.
Am 28. Juni 2019 veröffentlichte die Band das Studioalbum Let’s Rock. Der Titel und die Covergestaltung des Albums (Abbildung eines elektrischen Stuhls) nehmen Bezug auf eine Hinrichtung, die in der Zeit der Studioaufnahmen im Bundesstaat Tennessee vollzogen wurde; die letzten Worte des verurteilten Mannes waren „Let’s Rock“.
Am 14. Mai 2021 erschien mit Delta Kream das zehnte Studioalbum des Duos, das ausschließlich Coverversionen alter Hill-Country-Blues-Songs enthält. Das Album wurde ohne größere Vorbereitung an zwei Nachmittagen in Auerbachs Easy Eye Sound Studio in Nashville im Bundesstaat Tennessee aufgenommen. An den Aufnahmen beteiligt waren der Gitarrist Kenny Brown, der früher mit R. L. Burnside unterwegs war, und der Bassist Eric Deaton, der Junior Kimbrough begleitet hatte. Das Album erhielt eine Nominierung für den Grammy Award 2022 in der Kategorie Bestes zeitgenössisches Blues Album.
Das elfte Studioalbum Dropout Boogie wurde am 13. Mai 2022 veröffentlicht, zwanzig Jahre nach dem Erscheinen des Debütalbums. Bei dem auf diesem Album enthaltenen Titel Good Love wirkte Billy Gibbons, Mitglied der Band ZZ Top, mit.
Am 5. April 2024 veröffentlichte das Duo ihr zwölftes Studioalbum Ohio Player.

## Nebenprojekte der Bandmitglieder
Dan Auerbach veröffentlichte 2009 das Soloalbum Keep It Hid. Er ist Teil der Band The Arcs, deren erstes Album Yours, Dreamly 2015 erschien. Ihr zweites und letztes Album Electrophonic Chronic erschien 2023.
Patrick Carney bildet zusammen mit John Petkovic die Band Sad Planets, die 2019 das Studioalbum Akron, Ohio veröffentlichte.

## Arbeit als Produzent und Studiomusiker
Dan Auerbach war als Produzent und Studiomusiker an zahlreichen Alben mit beteiligt. Als Produzent, Mixer, Sänger und Gitarrist wirkte er unter anderem mit an Alben der Pretenders, von Lana Del Rey, Bombino, Ray LaMontagne, Valerie June, Hanni El Khatib, Connie Britton und Nikki Lane. Patrick Carney betätigte sich als Label-Betreiber (seit 2005: Audio Eagle Records) sowie als Produzent – unter anderem für die kanadische Rockband The Sheepdogs.

## Soundtrackbeiträge und Werbung
- Girl Is on My Mind wird von Sony Ericsson in einem Werbespot mit den Tennisspielerinnen Ana Ivanović und Daniela Hantuchová zur Bewerbung eines Mobiltelefons genutzt. Der Titel ist ebenfalls im Kinofilm Cashback als Untermalung eines Striptease zu hören.
- Set You Free wird im Film School of Rock angespielt.
- Gold on the Ceiling wird in der Serie Heroes of the Internet gespielt.
- Strange Times ist Teil der Playlist des Radiosenders Radio Broker im Computerspiel GTA IV.
- Your Touch ist im Soundtrack zum Film Zombieland enthalten und kommt auch im Soundtrack zum Computerspiel Driver: San Francisco vor.
- Just Got to Be ist Teil des Soundtracks des Konsolenspiels NHL 08.[14]
- I’ll Be Your Man aus dem Album The Big Come Up ist der Titelsong der Fernsehserie Hung – Um Längen besser.
- I Got Mine aus dem Album Attack & Release kommt im Kinofilm Das A-Team – Der Film vor (als das A-Team sich im Irak auf einen Einsatz vorbereitet),[15] sowie als Opener im Film Homefront (2013).
- Tighten Up gehört zu den Soundtracks der Fußballsimulation FIFA 11. Des Weiteren ist der Song auch zu Beginn des Films Spring Breakers vertreten. Der Song wird auch in der ersten Folge der Fernsehserie The Expanse[16] benutzt.
- Howlin’ for You ist einer der Songs aus Limitless (Ohne Limit).
- Chop and Change wird in Eclipse – Biss zum Abendrot gespielt.
- Hard Row wird in der Pilotepisode der Serie Sons of Anarchy gespielt.
- Next Girl ist auf dem Gitarren-Videospiel Rocksmith zum Lernen hinterlegt.
- Lonely Boy aus dem Album El Camino dient im Trailer für das Computerspiel Need for Speed zur Unterlegung von The Run. Außerdem ist er im Trailer des 2013 erschienenen Film Warm Bodies, in Forza Horizon zu hören und auch A1 Telekom Austria verwendete den Song für Werbezwecke. 2017 nutzte Volkswagen den Titel für die Werbung des neuen Polos.
- The Black Keys sind mit ihrer Coverversion von Bob Dylans The Wicked Messenger auf dem Soundtrack der fiktiven Dylan-Filmbiographie I’m Not There (2007) von Todd Haynes vertreten.
- Im Film Die Qual der Wahl ist der Black-Keys-Song Gold on the Ceiling am Anfang zu hören.
- Das Intro von Howlin’ for You ist in dem Werbespot von Netflix zu hören.
- Everlasting Light ist Teil des Soundtracks des Computerspiels NBA 2K15 und Howlin’ for You war im Vorgängerspiel NBA 2K14 zu hören.
- Lies ist in der dritten Episode der Krimiserie Lie to Me zu hören
- Howlin’ for You ist in der Pilotfolge der Serie Suits (S1E1) zu hören. In der Szene, wo Harvey Mike einstellt und der das Gras die Toilette runter spült.
- Lonely Boy läuft als Titellied der Serie Im Knast.
- Goin’ Home ist in dem Film Up in the Air zu hören.
- I’m Not the One aus dem Album Brothers ist am Anfang der vierten Folge der Serie The Leftovers zu hören.
- She’s Long Gone bildet Teil des Soundtracks zum Film Boyhood.[17]

## Diskografie

### Studioalben
| Jahr | Titel Musiklabel                   | Höchstplatzierung, Gesamtwochen, AuszeichnungChartplatzierungen (Jahr, Titel, Musiklabel, Platzierungen, Wochen, Auszeichnungen, Anmerkungen) | Höchstplatzierung, Gesamtwochen, AuszeichnungChartplatzierungen (Jahr, Titel, Musiklabel, Platzierungen, Wochen, Auszeichnungen, Anmerkungen) | Höchstplatzierung, Gesamtwochen, AuszeichnungChartplatzierungen (Jahr, Titel, Musiklabel, Platzierungen, Wochen, Auszeichnungen, Anmerkungen) | Höchstplatzierung, Gesamtwochen, AuszeichnungChartplatzierungen (Jahr, Titel, Musiklabel, Platzierungen, Wochen, Auszeichnungen, Anmerkungen) | Höchstplatzierung, Gesamtwochen, AuszeichnungChartplatzierungen (Jahr, Titel, Musiklabel, Platzierungen, Wochen, Auszeichnungen, Anmerkungen) | Anmerkungen                              |
| Jahr | Titel Musiklabel                   | DE | AT | CH | UK | US | Anmerkungen                              |
| ---- | ---------------------------------- | --- | --- | --- | --- | --- | ---------------------------------------- |
| 2002 | The Big Come Up Alive Records      | — | — | — | — | — | Erstveröffentlichung: 14. Mai 2002       |
| 2003 | Thickfreakness Fat Possum Records  | — | — | — | — | — | Erstveröffentlichung: 8. April 2003      |
| 2004 | Rubber Factory Fat Possum Records  | — | — | — | UK62 Silber · (1 Wo.)UK | US131 (2 Wo.)US | Erstveröffentlichung: 7. September 2004  |
| 2006 | Magic Potion Nonesuch Records      | — | — | — | UK79 Silber · (1 Wo.)UK | US95 (2 Wo.)US | Erstveröffentlichung: 12. September 2006 |
| 2008 | Attack & Release Nonesuch Records  | — | — | — | UK34 Gold · (3 Wo.)UK | US14 Gold · (14 Wo.)US | Erstveröffentlichung: 1. April 2008      |
| 2010 | Brothers Nonesuch Records          | DE95 (1 Wo.)DE | — | CH48 (4 Wo.)CH | UK29 Gold · (25 Wo.)UK | US3 ×2Doppelplatin · (145 Wo.)US | Erstveröffentlichung: 18. Mai 2010       |
| 2011 | El Camino Nonesuch Records         | DE27 (14 Wo.)DE | AT52 (15 Wo.)AT | CH18 (37 Wo.)CH | UK6 Platin · (81 Wo.)UK | US2 ×2Doppelplatin · (100 Wo.)US | Erstveröffentlichung: 6. Dezember 2011   |
| 2014 | Turn Blue Nonesuch Records         | DE6 (7 Wo.)DE | AT5 (6 Wo.)AT | CH4 (12 Wo.)CH | UK2 Gold · (18 Wo.)UK | US1 Gold · (31 Wo.)US | Erstveröffentlichung: 9. Mai 2014        |
| 2019 | Let’s Rock Easy Eye Sound          | DE7 (5 Wo.)DE | AT5 (5 Wo.)AT | CH3 (9 Wo.)CH | UK3 (5 Wo.)UK | US4 (4 Wo.)US | Erstveröffentlichung: 28. Juni 2019      |
| 2021 | Delta Kream Easy Eye Sound         | DE3 (8 Wo.)DE | AT3 (3 Wo.)AT | CH3 (11 Wo.)CH | UK5 (2 Wo.)UK | US6 (3 Wo.)US | Erstveröffentlichung: 14. Mai 2021       |
| 2022 | Dropout Boogie Easy Eye Sound      | DE11 (4 Wo.)DE | AT7 (3 Wo.)AT | CH6 (5 Wo.)CH | UK5 (2 Wo.)UK | US8 (2 Wo.)US | Erstveröffentlichung: 13. Mai 2022       |
| 2024 | Ohio Players Easy Eye Sound        | DE3 (3 Wo.)DE | AT5 (3 Wo.)AT | CH2 (3 Wo.)CH | UK13 (1 Wo.)UK | US26 (1 Wo.)US | Erstveröffentlichung: 5. April 2024      |
| 2025 | No Rain, No Flowers Easy Eye Sound | DE11 (… Wo.)DE | AT19 (… Wo.)AT | CH5 (… Wo.)CH | UK47 (… Wo.)UK | US52 (… Wo.)US | Erstveröffentlichung: 8. August 2025     |

### EPs
| Jahr | Titel Musiklabel                                            | Höchstplatzierung, Gesamtwochen, AuszeichnungChartsChartplatzierungen (Jahr, Titel, Musiklabel, Platzierungen, Wochen, Auszeichnungen, Anmerkungen) | Anmerkungen                                            |
| Jahr | Titel Musiklabel                                            | US | Anmerkungen                                            |
| ---- | ----------------------------------------------------------- | --- | ------------------------------------------------------ |
| 2006 | Chulahoma: The Songs of Junior Kimbrough Fat Possum Records | US199 (1 Wo.)US | Erstveröffentlichung: 2. Mai 2006                      |
| 2009 | Blakroc V2 Records                                          | US176 (1 Wo.)US | Erstveröffentlichung: 27. November 2009 mit Damon Dash |
| 2010 | iTunes Session Nonesuch Records                             | US79 (1 Wo.)US | Erstveröffentlichung: 26. November 2010                |
| 2012 | The Tour Rehearsal Tapes Nonesuch Records                   | US156 (1 Wo.)US | Erstveröffentlichung: 9. Oktober 2012                  |

Weitere EPs
- 2004: The Moan

### Singles
| Jahr | Titel Album                                           | Höchstplatzierung, Gesamtwochen, AuszeichnungChartplatzierungen (Jahr, Titel, Album, Platzierungen, Wochen, Auszeichnungen, Anmerkungen) | Höchstplatzierung, Gesamtwochen, AuszeichnungChartplatzierungen (Jahr, Titel, Album, Platzierungen, Wochen, Auszeichnungen, Anmerkungen) | Anmerkungen                             |
| Jahr | Titel Album                                           | UK | US | Anmerkungen                             |
| ---- | ----------------------------------------------------- | --- | --- | --------------------------------------- |
| 2003 | Hard Row Thickfreakness                               | UK86 (1 Wo.)UK | — | Erstveröffentlichung: Mai 2003          |
| 2003 | Have Love Will Travel Thickfreakness                  | UK77 (1 Wo.)UK | — | Erstveröffentlichung: September 2003    |
| 2004 | 10 A.M. Automatic Rubber Factory                      | UK66 (2 Wo.)UK | — | Erstveröffentlichung: 30. August 2004   |
| 2004 | Till I Get My Way / Girl Is on My Mind Rubber Factory | UK62 (2 Wo.)UK | — | Erstveröffentlichung: 22. November 2004 |
| 2010 | Tighten Up Brothers                                   | UK— SilberUK | US87 Platin · (4 Wo.)US | Erstveröffentlichung: 18. Mai 2010      |
| 2011 | Lonely Boy El Camino                                  | UK80 Platin · (8 Wo.)UK | US64 ×2Doppelplatin · (20 Wo.)US | Erstveröffentlichung: 26. Oktober 2011  |
| 2012 | Gold on the Ceiling El Camino                         | UK57 Gold · (6 Wo.)UK | US94 ×2Doppelplatin · (6 Wo.)US | Erstveröffentlichung: 25. Februar 2012  |
| 2014 | Fever Turn Blue                                       | UK57 (4 Wo.)UK | US77 Gold · (3 Wo.)US | Erstveröffentlichung: 24. März 2014     |

Weitere Singles
- 2010: Howlin’ for You (UK: Silber; US: Platin)
- 2010: Everlasting Light (US: Gold)
- 2012: Little Back Submarine (US: Gold)
- 2015: Weight of Love (US: Gold)
- 2019: Lo/Hi (US: Gold)
- 2019: Eagle Birds
- 2019: Go
- 2024: Beautiful People (Stay High)
- 2024: This Is Nowhere
- 2025: The Night Before
- 2025: No Rain, No Flowers

### Videoalben
- 2005: Live
- 2005: Thickfreakness in Austin
- 2006: Austin City Limits Music Festival 2005
- 2008: Live at the Crystal Ballroom

## Auszeichnungen für Musikverkäufe
| Goldene Schallplatte - Belgien - 2015: für das Album El Camino - Dänemark - 2020: für das Album El Camino - 2024: für die Single Lonely Boy - Frankreich - 2020: für das Album Brothers - Italien - 2014: für die Single Gold on the Ceiling - 2014: für die Single Fever - 2019: für die Single Howlin' for You - Kanada - 2011: für die Single Howlin' for You - 2011: für die Single Tighten Up - 2012: für das Album Attack & Release - 2012: für die Single Little Black Submarines - 2012: für die Single Gold on the Ceiling - 2025: für das Album Let’s Rock - Neuseeland - 2018: für das Album Brothers - 2019: für das Album Turn Blue - Niederlande - 2012: für das Album El Camino - Norwegen - 2021: für das Album El Camino - Spanien - 2013: für das Album El Camino - Vereinigte Staaten - 2023: für das Lied I Got Mine - 2023: für das Lied Next Girl | Platin-Schallplatte - Australien - 2012: für die Single Gold on the Ceiling - Frankreich - 2013: für das Album El Camino - Irland - 2012: für das Album El Camino - Italien - 2018: für die Single Lonely Boy - 2025: für das Album El Camino - Kanada - 2015: für das Album Turn Blue - Neuseeland - 2020: für die Single Gold on the Ceiling - 2023: für die Single Howlin’ for You - Spanien - 2024: für die Single Lonely Boy - Vereinigte Staaten - 2021: für die Single Little Black Submarines | 2× Platin-Schallplatte - Australien - 2012: für das Album El Camino 3× Platin-Schallplatte - Australien - 2012: für die Single Lonely Boy - Kanada - 2019: für das Album Brothers - Neuseeland - 2024: für die Single Lonely Boy 4× Platin-Schallplatte - Kanada - 2021: für das Album El Camino - 2022: für die Single Lonely Boy - Neuseeland - 2022: für das Album El Camino |

Anmerkung: Auszeichnungen in Ländern aus den Charttabellen bzw. Chartboxen sind in ebendiesen zu finden.
| Land/RegionAuszeichnungen für Musikverkäufe (Land/Region, Auszeichnungen, Verkäufe, Quellen) | Silber     | Gold       | Platin       | Verkäufe   | Quellen                           |
| -------------------------------------------------------------------------------------------- | ---------- | ---------- | ------------ | ---------- | --------------------------------- |
| Australien (ARIA)                                                                            | —          | —          | 6× Platin6   | 420.000    | aria.com.au                       |
| Belgien (BRMA)                                                                               | —          | Gold1      | —            | 15.000     | ultratop.be                       |
| Dänemark (IFPI)                                                                              | —          | 2× Gold2   | —            | 55.000     | ifpi.dk                           |
| Frankreich (SNEP)                                                                            | —          | Gold1      | Platin1      | 150.000    | snepmusique.com infodisc.fr       |
| Irland (IRMA)                                                                                | —          | —          | Platin1      | 15.000     | irishcharts.ie                    |
| Italien (FIMI)                                                                               | —          | 3× Gold3   | 2× Platin2   | 155.000    | fimi.it                           |
| Kanada (MC)                                                                                  | —          | 6× Gold6   | 12× Platin12 | 1.200.000  | musiccanada.com                   |
| Neuseeland (RMNZ)                                                                            | —          | 2× Gold2   | 9× Platin9   | 225.000    | aotearoamusiccharts.co.nz NZ2 NZ3 |
| Niederlande (NVPI)                                                                           | —          | Gold1      | —            | 10.000     | nvpi.nl                           |
| Norwegen (IFPI)                                                                              | —          | Gold1      | —            | 10.000     | ifpi.no                           |
| Spanien (Promusicae)                                                                         | —          | Gold1      | Platin1      | 80.000     | elportaldemusica.es               |
| Vereinigte Staaten (RIAA)                                                                    | —          | 9× Gold9   | 11× Platin11 | 15.500.000 | riaa.com                          |
| Vereinigtes Königreich (BPI)                                                                 | 3× Silber3 | 4× Gold4   | 2× Platin2   | 2.060.000  | bpi.co.uk                         |
| Insgesamt                                                                                    | 3× Silber3 | 31× Gold31 | 45× Platin45 |            |                                   |

## Auszeichnungen
- MTV Video Music Award 2010 „Breakthrough Video“
- Grammy Award 2011 „Best Alternative Music Album“ (Brothers)
- Grammy Award 2011 „Best Recording Package“ (Brothers)
- Grammy Award 2011 „Best Rock Performance by a Duo or Group with Vocals“ (Tighten Up)
- Grammy Award 2013 „Best Rock Song“ (Lonely Boy)
- Grammy Award 2013 „Best Rock Performance“ (Lonely Boy)
- Grammy Award 2013 „Best Rock Album“ (El Camino)
- BRIT Award 2013 „International Group“

Dan Auerbach
- Grammy Award 2013 für Producer of the Year, Non-Classical